# تشنغان (غرمي)
تشنغان (بالإنجليزية: Jangan, Ardabil)‏ هي منطقة سكنية تقع في قسم اجارود الشرقي الريفي في إيران. يقدر عدد سكانها بـ 105 نسمة .